# Grzybowiecki Potok
Grzybowiecki Potok – potok, lewy dopływ Strążyskiego Potoku

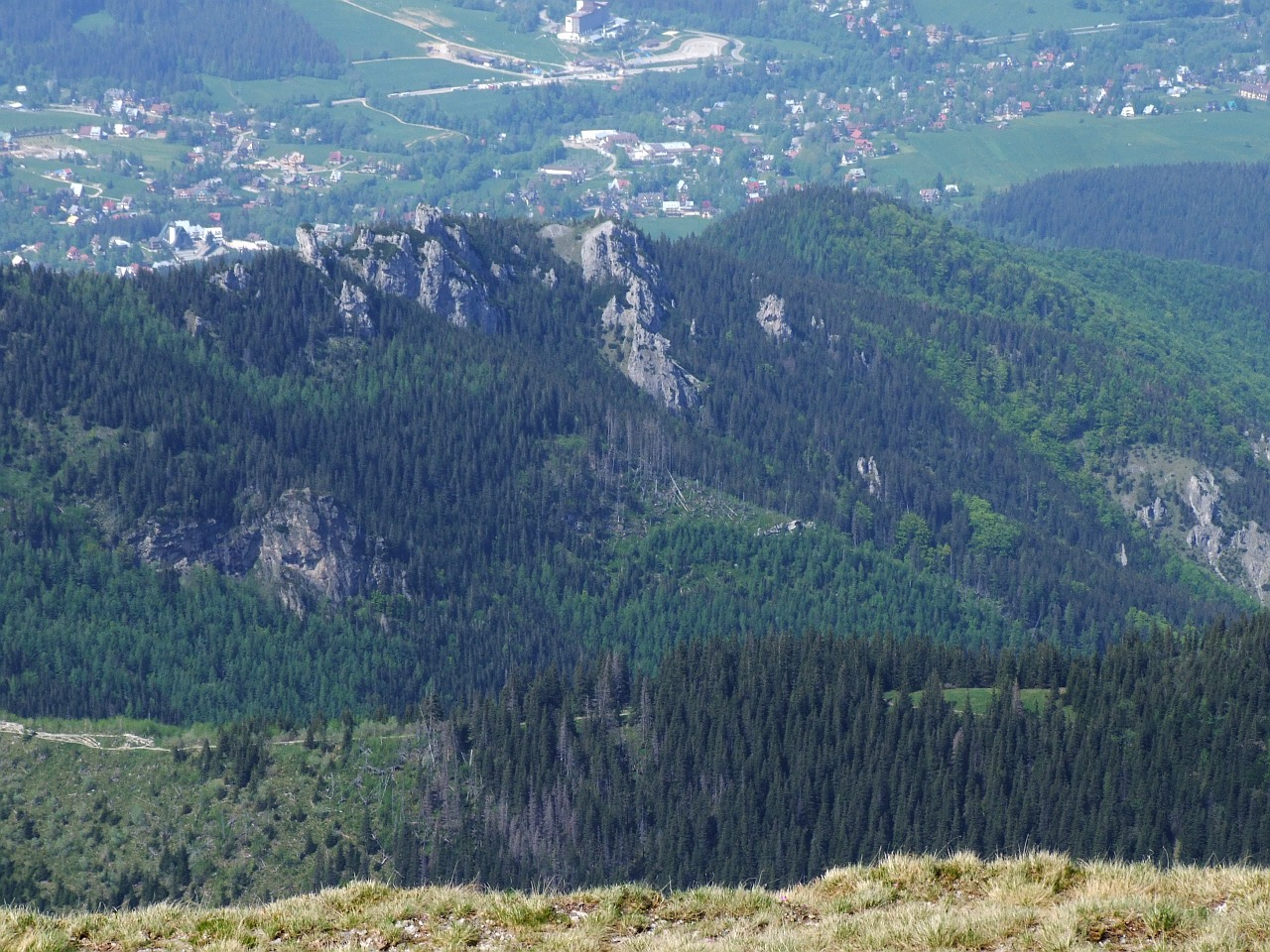
Łysanki i Dolina Grzybowiecka, którą spływa Grzybowiecki Potok

Potok płynie w polskich Tatrach Zachodnich. Wypływa na wysokości 1280 m z krasowego źródła w Dolinie Grzybowieckiej i spływa w kierunku północno-wschodnim. Zasilany jest źródłami wypływającymi ze zbudowanych z dolomitów i łupków południowo-wschodnich zboczy Łysanek oraz północno-zachodnich zboczy Grzybowca. W tych ostatnich jest kilka suchych jarów, w których okresowo pojawiają się potoki zasilające Grzybowiecki Potok. Cały bieg potoku znajduje się w terenie porośniętym lasem. Przy dolnym końcu Polany Strążyskiej uchodzi do Strążyskiego Potoku.